# Aeroportul Parakou
Aeroportul Parakou (IATA: PKO, ICAO: DBBP) este un aeroport din Departamentul Borgou, Benin ce deservește zona Parakou. A fost numit după zona deservită.
Situat la o altitudine de 385 m, aeroportul dispune de 1 pistă.

## Infrastructură

### Piste
Aeroportul dispune de o singură pistă. Pista are orientarea 04/22. 